# Dypsis delicatula
Espèce
Statut de conservation UICN

 VU D1 : Vulnérable
Dypsis delicatula est une espèce de palmiers (Arecaceae), endémique de Madagascar. En 2012 elle est considérée par l'IUCN comme une espèce vulnérable.

## Répartition et habitat
Cette espèce endémique de Madagascar est connue d'un seul site dans la forêt de Betampona. On la trouve entre 300 et 600 m d'altitude. Elle pousse dans la forêt tropicale humide, dans le fond des vallées et sur les pentes.